# アーサー・ベイカー
アーサー・ベイカー（Arthur Baker、1955年4月22日 - ）は、アメリカの音楽プロデューサー、DJ。1980年代前半の音楽シーンでリミックスの手法を広めた、ヒップホップとエレクトロのパイオニアとして知られる。
マサチューセッツ州ボストン出身。1970年代からボストンでDJとして活動を始める。1981年にニューヨークへ移り、1982年にアフリカ・バンバータのプロデュースを手がけたのをきっかけに、ヒップホップ界隈で名を上げた。さらに当時のDJ界においてゲリラ的かつ職人的な作業だったリミックスの手法が着目され、ヒット曲の数々のリミックスを手がけるようになる。1985年には南アフリカ共和国のアパルトヘイトに反対するアーティストによる企画シングル「サン・シティ」の共同プロデュースを手がけた。

## 主なリミックス作品
- 1983年 シンディ・ローパー "Girls Just Wanna Have Fun" "SHE BOP"
- 1983年 ブルース・スプリングスティーン "Dancing in the Dark" "Cover Me" "Born in the U.S.A."
- 1984年 ダリル・ホール&ジョン・オーツ "Out of touch" "Dance on your Knees"
- 1986年 ペット・ショップ・ボーイズ "Suburbia"